# Jyestha av Sambhupura
Jyestha  var regerande drottning av Sambhupura-Chenla (nuvarande Kambodja) vid 800-talets början.
Hon var dotter till Khmerrikets kung Jayavarman II och drottning Jayendrabha av Sambhupura, och syster till kung Jayavarman III. 
Hon efterträdde sin mor Jayendrabha och finns bekräftad som monark i en inskription från år 803. Efter hennes död ärvdes riket av hennes bror och inkorporerades i Khmerriket. Kvinnliga regenter var sedan närmast okända i Kambodja fram till Neak Mneang Tei tusen år senare.